# Residenzweg Detmold

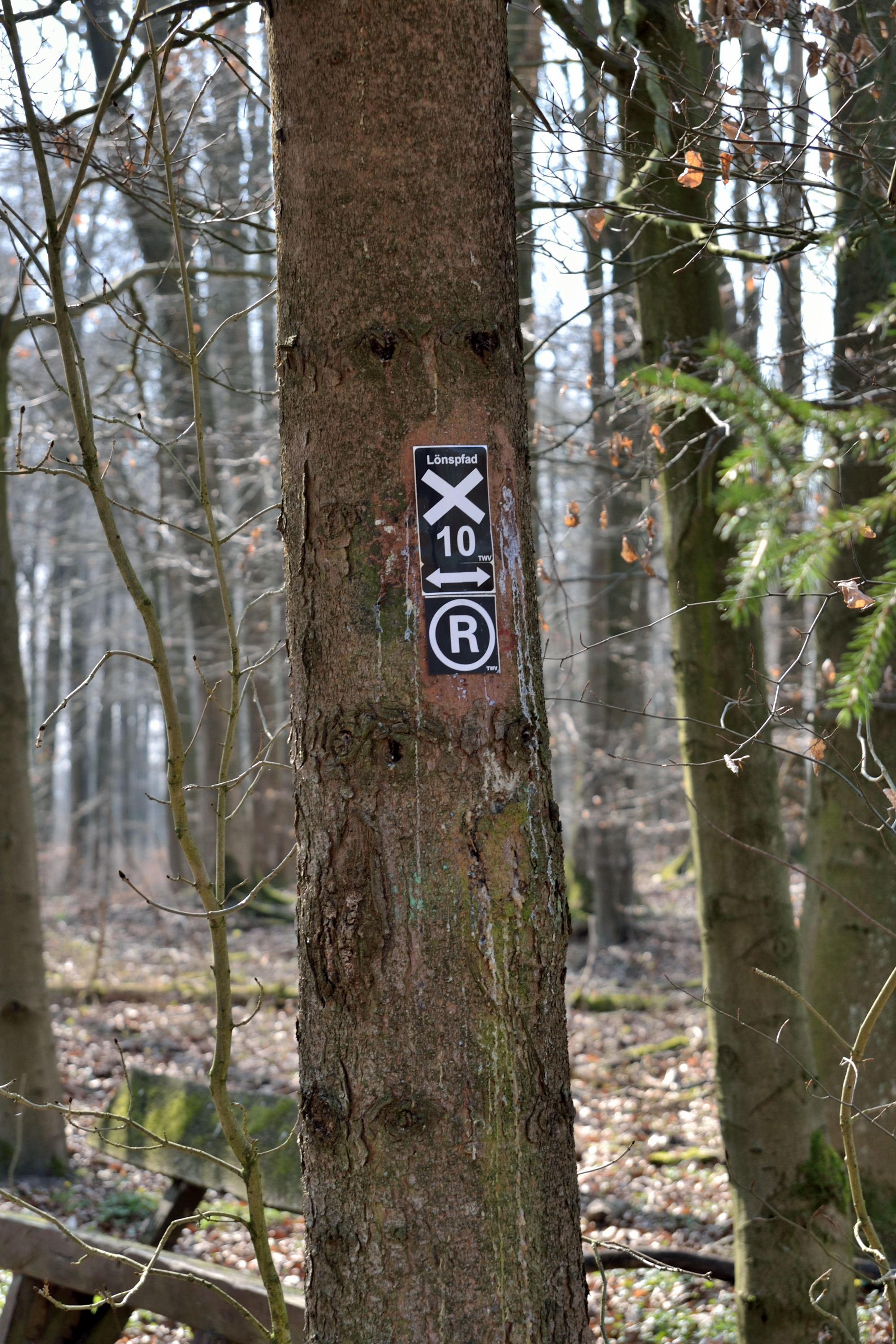
Wegmarkierung Lönspfad und Residenzweg am Bielstein

Der Residenzweg ist ein Rundwanderweg, der in einer insgesamt 57 km langen Runde durch das Lipper Bergland um die lippische Stadt Detmold herumführt. Seinen Namen verdankt er der Residenz des Fürstentums Lippe. Der Weg ist mit einem  R  ausgeschildert.
Der Weg führt von Lage über das ehemalige Gut Ottenhausen zum Meschesee im Ortsteil Pivitsheide, Schwarzenbrinker Straße. Er führt durch das Hasselbachtal und vorbei an Donoperteich und Krebsteich nach Hiddesen. Von dort geht er durch die Ortschaft Heiligenkirchen durch das Tal der Berlebecke an der Ortmühle entlang. 
Im Teutoburger Wald ist der Weg doppelt ausgeschildert und Teil des Hermannswegs ( H ), in dessen Verlauf das Hermannsdenkmal berührt wird.

## Sehenswürdigkeiten

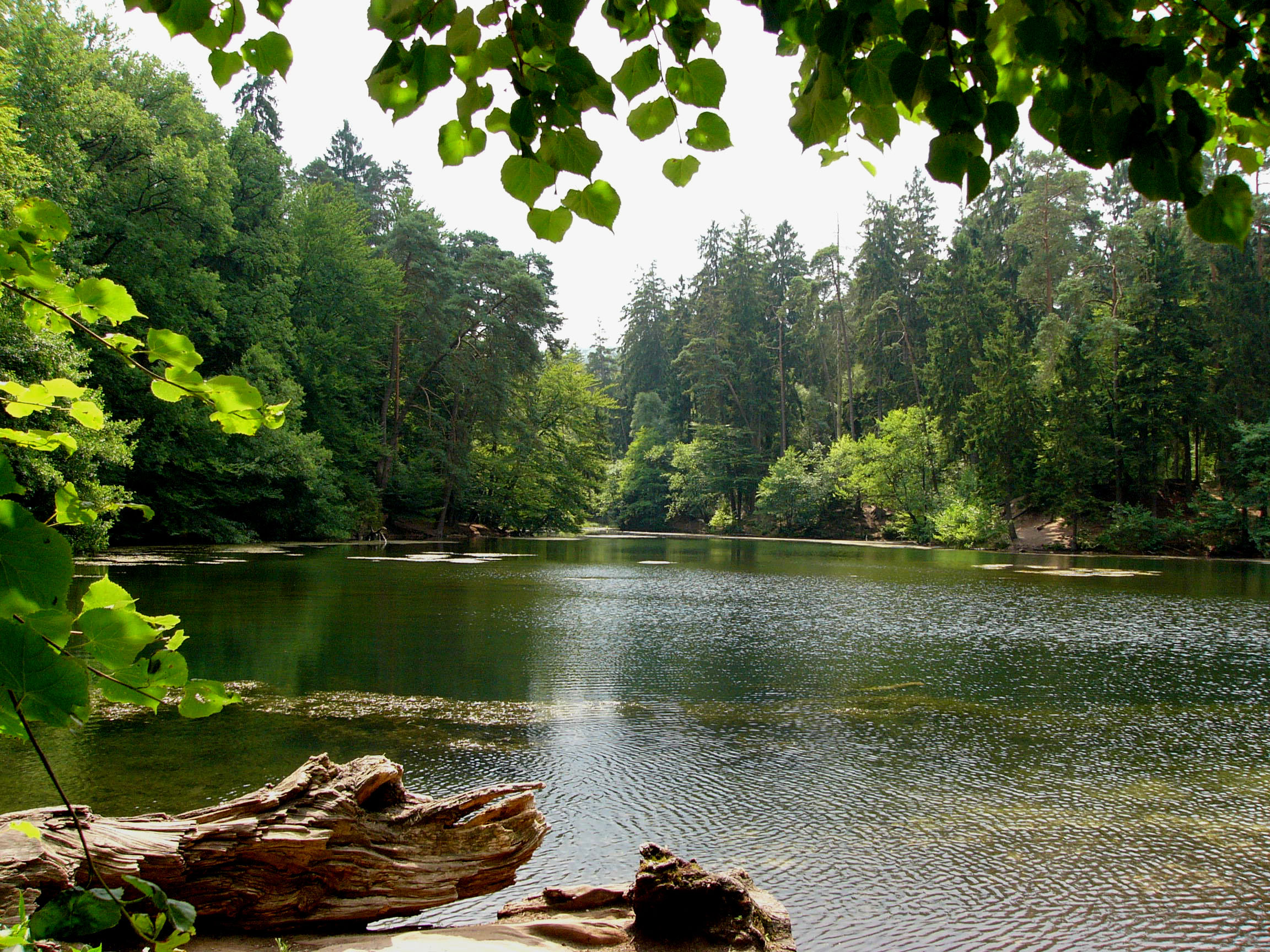
Donoper Teich

Der Donoper Teich ist Teil des Residenzweges und liegt im Hasselbachtal. In unmittelbarer Nachbarschaft befindet sich das Hiddeser Bent, ein Hochmoor. In dieser Mulde herrscht ein feucht-kühles Klima, welches das Wachstum von Torfmoosen begünstigt, die sich über Jahrtausende zu einer bis zu zwei Metern dicken Torfschicht über der nährstoffarmen Sandschicht mit wasserstauendem Untergrund herausgebildet haben. 1925 wurde es zum Heimatschutzgebiet erklärt, seit 1950 zum Naturschutzgebiet. Im umliegenden Wald gibt es etliche vor über 200 Jahren gepflanzte Masteichen und Mastbuchen.